# Podocerus lazowasemi
Podocerus lazowasemi is een vlokreeftensoort uit de familie van de Podoceridae. De wetenschappelijke naam van de soort is voor het eerst geldig gepubliceerd in 1994 door Baldinger & Gable.